# Copella nigrofasciata
A Copella nigrofasciata a sugarasúszójú halak (Actinopterygii) osztályának pontylazacalakúak (Characiformes) rendjébe, ezen belül a Lebiasinidae családjába tartozó faj.

## Előfordulása
A Copella nigrofasciata a dél-amerikai Amazonas folyó felső szakaszánál, Manaus város és az Ucayali folyó között található meg.

## Megjelenése
Legfeljebb 4,5 centiméter hosszú.

## Életmódja
A Copella nigrofasciata trópusi, édesvízi halfaj.

## Tartása
Ez a pontylazac kedvelt akváriumi hal. Akváriumban: 21-25 °C-ot igényel, pH: 6,0-7,0 keménység: ?-8NK°.